# Michel Vocoret
Michel Vocoret est un comédien, réalisateur et scénariste français, né le 2 octobre 1938 à Rampillon (Seine-et-Marne) et mort le 13 novembre 2016 à Courbevoie (Hauts-de-Seine).
Il est aussi connu sous le nom de Franck Barth ou de Michel Vaucoret.

## Biographie
Michel Vocoret est metteur en scène et comédien dans de nombreuses pièces diffusées dans l'émission Au théâtre ce soir (Auguste, Cash-Cash, Le coin tranquille, Le Cœur sous le paillasson, Hold Up). Il est également l'une des voix de Pat Hibulaire pour les studios Disney. Grand ami de Fernand Raynaud, de 12 ans son aîné, il l'accompagne souvent dans ses tournées durant les 17 dernières années du comique français. 33 ans après la mort accidentelle de celui-ci, il lui consacre le livre Mon ami Fernand Raynaud.
Michel Vocoret se retire du monde du cinéma et du spectacle en 2003.

## Filmographie

### Réalisateur, scénariste

#### Cinéma
- Club privé pour couples avertis (1978)
- Les Bidasses au pensionnat (1978)
- Nous maigrirons ensemble (1979)
- Comment draguer toutes les filles... (1981)
- Qu'est-ce qui fait craquer les filles... (1982)
- Le Retour des bidasses en folie (1983)

#### Télévision
- Témoignages (1975)
- Ève et l'inventeur (1975)
- L'Idiote (1975)
- Ne le dites pas avec des roses (1977)
- Voltaire (1978)
- Ce diable d'homme (1978)
- Les Mondes engloutis de Michel Gauthier (1985)
- Sword of Gideon (1986)
- The Adventures of Teddy Ruxpin (1987)
- Notre Juliette (1990)
- Les Enquêtes du commissaire Maigret (1992)
- Maigret et les plaisirs de la nuit (1992)

### Acteur

#### Cinéma
- 1957 : Mimi Pinson de Robert Darène
- 1958 : Un drôle de dimanche de Marc Allégret - (Un élève du cours de théâtre)
- 1959 : Heures chaudes de Louis Félix
- 1959 : Les Affreux de Marc Allégret
- 1959 : Le Baron de l'écluse de Jean Delannoy
- 1959 : Signé Arsène Lupin d'Yves Robert - (le serveur du wagon-restaurant)
- 1959 : Voulez-vous danser avec moi ? de Michel Boisrond - (Un jeune flic)
- 1961 : Les Amours de Paris de Jacques Poitrenaud - (L'interne)
- 1961 : Les Bras de la nuit de Jacques Guymont
- 1964 : Du grabuge chez les veuves de Jacques Poitrenaud - (L'ordonnateur des Pompes-Funèbres)
- 1965 : Seuls les vivants ont besoin de masques de Claude Mulot - court métrage (11 min) -
- 1965 : Espions à l'affût de Max Pécas
- 1966 : La Peur et l'Amour de Max Pécas
- 1967 : La Nuit la plus chaude de Max Pécas
- 1968 : Salut Berthe ! de Guy Lefranc
- 1970 : Je suis une nymphomane de Max Pécas - (Olivier)
- 1970 : Claude et Greta de Max Pécas
- 1972 : Les Fous du stade de Claude Zidi
- 1973 : Le Grand Bazar de Claude Zidi
- 1974 : Club privé pour couples avertis de Max Pécas - (Charlie) + dialoguiste
- 1974 : Le Rallye des joyeuses de Serge Korber - (Patrick) + scénariste
- 1974 : Sexuellement vôtre de Max Pécas - (Robert) + scénariste
- 1974 : L'Amour pas comme les autres ou Les enjambées de Jeanne Varoni ou Jeanne Chaix : uniquement scénariste
- 1975 : Love and Death de Woody Allen
- 1975 : Rêves pornos (ou Le Dictionnaire de l'érotisme) de Max Pécas (images d'archive)
- 1975 : À bout de sexe de Serge Korber - (Patrick, le mari de la modiste)
- 1975 : Adieu, poulet de Pierre Granier-Deferre
- 1977 : Le Crabe-tambour de Pierre Schoendoerffer
- 1977 : Marche pas sur mes lacets de Max Pécas - (Le sergent)
- 1978 : Embraye bidasse, ça fume de Max Pécas - (L'adjudant) + scénariste
- 1979 : Duos sur canapé de Marc Camoletti - (Le chauffeur)
- 1979 : Le Cavaleur de Philippe de Broca
- 1980 : Haine de Dominique Goult
- 1980 : Mieux vaut être riche et bien portant que fauché et mal foutu de Max Pécas - (Henri Bouvier)
- 1981 : Belles, blondes et bronzées de Max Pécas - (Le balafré)
- 1983 : Vous habitez chez vos parents ? de Michel Fermaud
- 1983 : Le Ruffian de José Giovanni
- 1983 : Les Branchés à Saint-Tropez de Max Pécas - (Jerry)
- 1984 : Lace de William Hale
- 1984 : Le Matelot 512 de René Allio
- 1986 : Max mon amour de Nagisa Ōshima
- 1987 : Flag de Jacques Santi
- 1988 : Ne réveillez pas un flic qui dort de José Pinheiro
- 1990 : Lacenaire de Francis Girod - ("Le gros")
- 1996 : Le Cœur fantôme de Philippe Garrel
- 2003 : Là-haut, un roi au-dessus des nuages de Pierre Schoendoerffer

#### Télévision
- 1962 : Elle s'abaisse pour vaincre, téléfilm de Étienne Fuselier

##### Au théâtre ce soir

###### Comédien
- 1967 : Auguste de Raymond Castans, mise en scène Christian-Gérard, réalisation Pierre Sabbagh, Théâtre Marigny
- 1971 : Colinette de Marcel Achard, mise en scène Pierre Mondy, réalisation Pierre Sabbagh, Théâtre Marigny
- 1976 : Le Cœur sous le paillasson d'Harold Brooke et Kay Bannerman, adaptation Alexandre Breffort, mise en scène Michel Vocoret, réalisation Pierre Sabbagh, Théâtre Édouard VII
- 1976 : Le Coin tranquille de Michel André, mise en scène Michel Vocoret, réalisation Pierre Sabbagh, Théâtre Édouard VII

###### Metteur en scène
- 1980 : Hold-Up de Jean Stuart, uniquement mise en scène, réalisation Pierre Sabbagh, Théâtre Marigny

## Doublage

### Cinéma
- John Candy dans :
  - Un ticket pour deux (1988) : Del Griffith
  - La Vie en plus (1988) : Chet Ripley

- 1979[3] : Mad Max : Toecutter (Hugh Keays-Byrne)
- 1984 : Dune : Gurney Halleck (Patrick Stewart)
- 1986 : Vendredi 13, chapitre VI : Jason le mort-vivant : Burt (Wallace Merck)
- 1988 : Jumeaux : Burt Klane (Maury Chaykin)
- 1990 : Rocky 5 : Tony (Tony Burton) et un client du bar encourageant Rocky[Qui ?]
- 1990 : 48 heures de plus : l'homme provocant Cates au bar[Qui ?]
- 1992 : Arrête ou ma mère va tirer ! : Munroe (Gailard Sartain)
- 1993 : Last Action Hero : Tony Vivaldi (Anthony Quinn)
- 1994 : Maverick : l'archiduc (Paul L. Smith)
- 1995 : Braveheart : Campbell (James Cosmo)
- 1996 : La Couleur de l'arnaque : Johnny Windsor (John Rhys-Davies)
- 1998 : Armageddon : Dr Banks (John Aylward)
- 1999 : Instinct : Dr John Murray (George Dzundza)
- 1999 : Les Adversaires : Artie (Richard Masur)
- 2002 : La Vengeance de Monte Cristo : Colonel Villefort (Freddie Jones)

### Cinéma d'animation
- 1935[4] : Le Lièvre et la Tortue : Toby la tortue
- 1955[5] : La Belle et le Clochard : le policier du zoo
- 1983[4] : Le Noël de Mickey : Pat Hibulaire / le fantôme des Noëls futurs (second doublage, 1991)
- 1990 : Le Prince et le Pauvre : Pat Hibulaire / le Capitaine Pat

### Télévision
- 1988 : Star Trek La Nouvelle Génération : Pertor Karnas (Michael Pataki)
- 1988 : Les Orages de la guerre : Hermann Goering (Michael Wolf)
- 1989-1991 : Babar : Rataxès
- 1993-1996 : Cracker : Dr Eddie « Fitz » Fitzgerald (Robbie Coltrane)

## Théâtre

### Comédien
- 1958 : La Bagatelle de Marcel Achard, mise en scène Jean Meyer, Théâtre des Bouffes-Parisiens
- 1959 : La Bagatelle de Marcel Achard, mise en scène Jean Meyer, Théâtre des Célestins
- 1960 : L'Idiote de Marcel Achard, mise en scène Jean Meyer, Théâtre Antoine
- 1963 : Le Misanthrope de Molière, mise en scène Pierre Dux, Théâtre des Célestins
- 1965 : Secretissimo de Marc Camoletti, mise en scène Jacques Charon, Théâtre des Ambassadeurs
- 1965 : Version grecque de Marc-Gilbert Sauvajon, mise en scène Jacques-Henri Duval, Théâtre Montparnasse
- 1966 : Tête de bulle de Jean-Jacques Forestier, mise en scène Michel Vocoret, Théâtre Charles de Rochefort
- 1973 : Le Bossu de Paul Féval, mise en scène Jacques-Henri Duval, Théâtre des Célestins, tournée Herbert-Karsenty
- 1973 : La Débauche de Marcel Achard, mise scène Jean Le Poulain, Théâtre de l'Œuvre

### Metteur en scène
- 1966 : Ta femme nous trompe d'Alexandre Breffort, Théâtre des Capucines
- 1966 : Tête de bulle de Jean-Jacques Forestier, Théâtre Charles de Rochefort
- 1969 : S.O.S. Homme seul de Jacques Vilfrid, Théâtre des Nouveautés
- 1969 : Cash-Cash d'Alistair Foot et Anthony Marriott, adaptation Albert Husson, Théâtre Fontaine
- 1970 : Bon week-end Conchita opérette de Roland Arday, Théâtre de la Potinière
- 1969 : Un mois sans toi de Marc Mays, Théâtre des Capucines
- 1970 : Herminie de Claude Magnier, Théâtre des Nouveautés
- 1970 : Le Cœur sous le paillasson de Harold Brooke et Kay Bannerman, Théâtre des Nouveautés
- 1971 : Chérie noire de François Campaux, Théâtre des Nouveautés
- 1971 : Les P'tites Femmes de Broadway de George Haimsohn et Robin Miller, Théâtre des Nouveautés
- 1975 : Bichon de Jean de Létraz, Théâtre des Célestins, tournée Herbert-Karsenty